# リヒテンシュタイン・クローネ

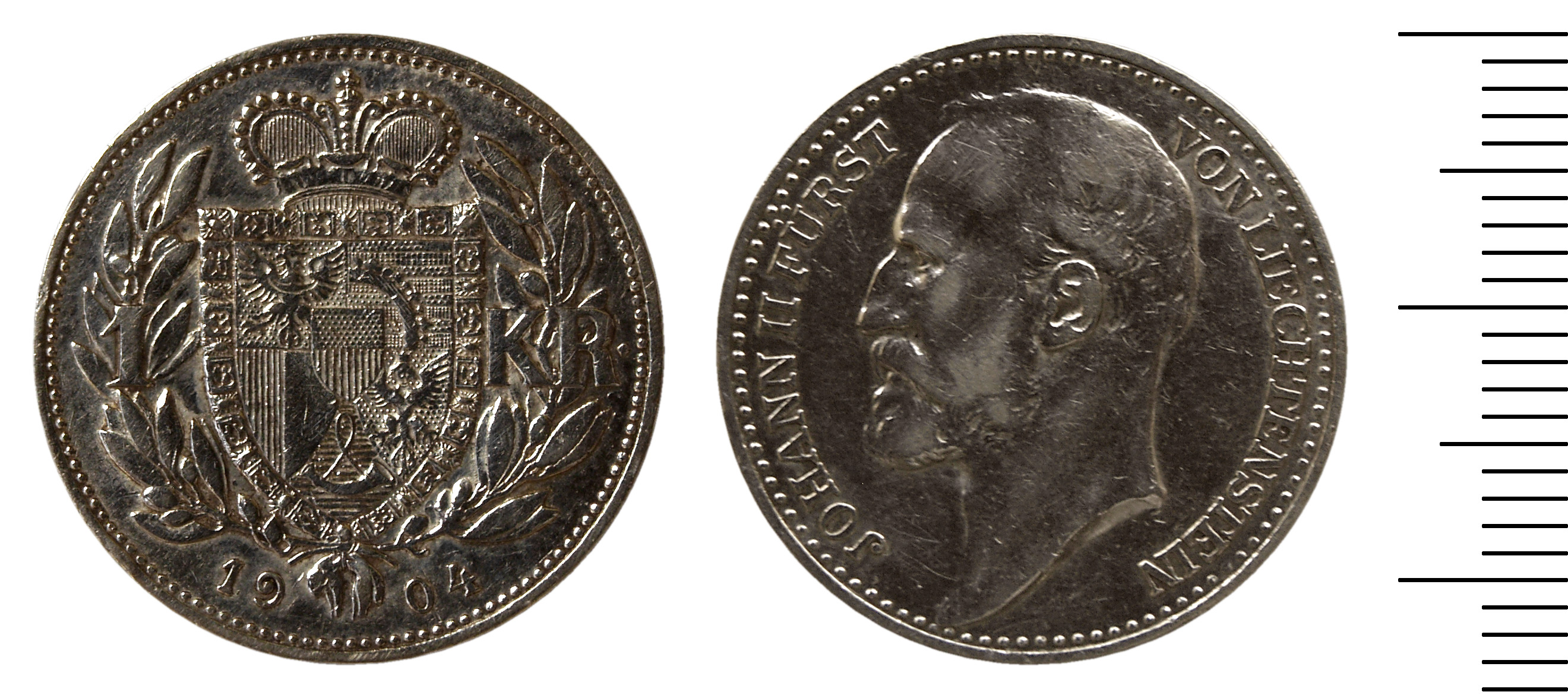
1904年製の1クローネ銀貨

リヒテンシュタイン・クローネ（ドイツ語:Liechtenstein Krone）は、1898年から1921年まで流通したリヒテンシュタインの通貨。1クローネ=100ヘラーで、リヒテンシュタインで同時に使われたのはオーストリア＝ハンガリー・クローネとオーストリア・クローネだった。1921年製リヒテンシュタイン・クローネには、オーストリア＝ハンガリー・クローネやオーストリア・クローネと同じ量の貴金属が含まれていた。硬貨は1、2、5、10、20クローネで、1920年に、10、20、および50ヘラーの小銭紙幣が、当時入手可能な硬貨を補うための緊急措置として発行された。